# Analiza kredytowa
Analiza kredytowa – służy badaniu zdolności kredytowej kredytobiorcy i stanowi podstawę do oceny ryzyka kredytowego związanego z udzieleniem kredytu danemu podmiotowi.

## Wysokość ryzyka kredytowego
Wpływ na wysokość ryzyka kredytowego, ponoszonego przez bank, mają w szczególności następujące czynniki:
- rodzaj kredytobiorcy (kredyty udzielane jednostkom sektora finansów publicznych traktowane są na ogół jako pozbawione ryzyka),
- sytuacja finansowa kredytobiorcy,
- wysokość udzielonego kredytu,
- przeznaczenie kredytu (np. na cele bieżącego finansowania czy na przedsięwzięcia inwestycyjne, na ogół bardziej ryzykowne),
- długość okresu kredytowania,
- warunki, na jakich udzielony został kredyt (wysokość i rodzaj oprocentowania, waluta kredytu, harmonogram spłat kapitału i odsetek, wysokość wkładu własnego kredytobiorcy),
- rodzaj i wartość zabezpieczenia przyjętego przez bank.

W działalności kredytowej banki mają do czynienia z różnymi grupami kredytobiorców: przedsiębiorstwami, gospodarstwami domowymi, jednostkami sektora finansów publicznych oraz innymi bankami. W zależności od tego, czy o kredyt ubiega się osoba fizyczna, czy osoba prawna, analiza kredytowa kredytobiorcy ma specyficzne cechy. W przypadku osób fizycznych i udzielanych im kredytów konsumpcyjnych większe znaczenie ma analiza jakościowa, polegająca na ocenie cech indywidualnych kredytobiorcy, które mają wpływ na jego skłonność do spłaty zobowiązania wobec banku. W odniesieniu do kredytów gospodarczych dominującą rolę w analizie kredytowej ma aspekt ekonomiczno-finansowy (analiza ilościowa).

## Analiza kredytowa podmiotów gospodarczych
Przedsiębiorstwa stanowią bardzo niejednorodną grupę kredytobiorców, różnią się bowiem między sobą wielkością kapitału, rodzajem i rozmiarami działalności (małe, średnie, duże i koncerny międzynarodowe), wysokością zaciąganych kredytów oraz ich przeznaczeniem. Wpływa to w istotny sposób na zakres przeprowadzanej analizy, która nie musi być szczegółowa w przypadku niewielkich kredytów udzielanych małym przedsiębiorstwom czy osobom fizycznym prowadzącym działalność gospodarczą. Natomiast w przypadku finansowania dużych przedsiębiorstw jest celowe, by analiza była szczegółowa.
Podstawowymi czynnikami wpływającymi na zdolność przedsiębiorstwa do spłaty zobowiązań wobec banku są m.in.:
- wartość posiadanego majątku (aktywów) przedsiębiorstwa i jego struktura,
- struktura kapitałów,
- struktura zobowiązań (źródła finansowania działalności),
- bieżąca oraz przewidywana wysokość przychodów i kosztów działalności,
- konkurencyjność,
- sprawność i kwalifikacje kadry kierowniczej oraz kwalifikacje pozostałej części załogi,
- czynniki z otoczenia globalnego, makroekonomicznego, regionalnego oraz branżowego oddziałujące obecnie i mogące w przyszłości oddziaływać w sposób istotny na kondycję finansową przedsiębiorstwa.

Na podstawie przedkładanej przez klienta sprawozdawczości finansowej i przy wykorzystaniu całego zestawu wskaźników finansowych ocenia się, w jakim stopniu kondycja finansowa umożliwia klientowi spłatę kredytu. Najprostsza analiza kredytowa polega na ustaleniu i ocenie tradycyjnych wskaźników mierzalnych, tj. płynności i rentowności, oraz niemierzalnych, np. możliwości zbytu i perspektyw rozwojowych. W anglo-amerykańskiej praktyce bankowej przy ocenie wiarygodności kredytowej uwzględnia się pięć kryteriów oceny ryzyka kredytowego (tzw. 5 C):
- Character: charakter, osobowość, kwalifikacje kredytobiorcy;
- Capacity: możliwości wynikające z bieżącej sytuacji (np. portfel zamówień) i perspektywy na przyszłość;
- Collateral: zabezpieczenia spłaty kredytu;
- Capital: posiadany kapitał;
- Condition: uwarunkowania, sytuacja koniunkturalna w branży.

## Analiza kredytowa osób fizycznych
Punktem wyjścia dla analizy kredytowej osób fizycznych są indywidualne cechy kredytobiorcy (analiza jakościowa). Najczęściej stosowane przez banki rodzaje analizy kredytowej osób fizycznych to analiza ilościowa, jakościowa oraz punktowa.
Analiza ilościowa polega na ustaleniu wysokości i stabilności uzyskiwanych dochodów, które są zapewnieniem spłaty zaciągniętego kredytu wraz z odsetkami w ustalonym przez bank terminie. Niezbędne do przeprowadzenia takiej analizy są dokumenty przedstawiane bankowi przez kredytobiorców, obrazujące ich sytuację finansową.
Analiza jakościowa jest analizą dokonywaną na podstawie cech jakościowych kredytobiorcy. Cechy te mają istotny wpływ na skłonność klienta do wywiązywania się z zaciągniętych zobowiązań kredytowych. Analiza jakościowa obejmuje więc ocenę:
- cech osobowych klienta (wiek, stan cywilny, liczba osób będących na jego utrzymaniu, status mieszkaniowy i majątkowy, wykształcenie, staż pracy, forma zatrudnienia, wykonywany zawód, zajmowane stanowisko itp.);
- historia współpracy klienta z bankiem, wymagająca ustalenia, m.in. czasu związania klienta z bankiem, kształtowania się jego historii rachunku, korzystania przez niego z innych kredytów oferowanych przez bank, a także sprawdzenia terminowości spłat zaciągniętych zobowiązań;
- ryzyka wynikającego z transakcji kredytowej, na który wpływ mają: kwota kredytu, długość okresu kredytowania, ewentualny udział własny klienta oraz jakość proponowanych zabezpieczeń (ich wartość oraz płynność);

Ryzyko związane z udzieleniem kredytu wzrasta wprost proporcjonalnie do kwoty kredytu i długości okresu kredytowania, a zmniejszane jest poprzez wysokość wkładu własnego kredytobiorcy oraz proponowane zabezpieczenia.
Scoring kredytowy (ang. credit scoring) polega na punktowej ocenie cech jakościowych i ilościowych kredytobiorcy. Bank poddaje ocenie najistotniejsze dla siebie cechy, które mają istotny wpływ na analizę zdolności kredytowej. Ujmuje się np. wiek, płeć, stan rodzinny, sytuację majątkową, wykształcenie, zatrudnienie, wykonywany zawód, osiągane dochody itp. Poszczególnym cechom przypisuje się określoną liczbę punktów (przykładowo 8 punktów za wysokie dochody, 5 punktów za dochody średnie, 2 punkty za zadowalające, 0 za niskie). W praktyce wykorzystywane są dwa główne rodzaje scoringu, tj. scoring aplikacyjny i scoring behawioralny, których charakterystykę przedstawiono w tabeli:
| Scoring aplikacyjny (użytkowy) | Scoring behawioralny |
| --- | --- |
| Dotyczy oceny nowych klientów banku i polega na analizie złożonych przez nowego kredytobiorcę odpowiedzi na serię pytań zamieszczonych we wniosku kredytowym. Karta scoringu statystycznego budowana jest na podstawie analizy danych dotyczących klientów, którym bank udzielił kredytu w przeszłości. | Podstawą oceny nie jest złożony wniosek kredytowy, lecz dotychczasowa współpraca z klientem, scoring dotyczy więc stałych klientów. Wykorzystywany m.in. do określania nowego limitu kredytowego czy też przy modyfikacji już istniejącego; przy udostępnianiu nowych produktów; przy przedłużaniu warunków umowy itp. |